# 市町村たばこ税
市町村たばこ税（しちょうそんたばこぜい）は、地方税法（昭和25年7月31日法律第226号）に基づき、次のとおり課せられる税金である。道府県たばこ税と課税の仕組みは同様である。
- 製造たばこの卸売販売業者等が製造たばこを小売販売業者に売り渡す場合に、その売渡しされる製造たばこに対し、その小売販売業者の営業所所在の市町村において、その売渡しを行う卸売販売業者等に課される。
- 卸売販売業者等が製造たばこにつき、消費者等に売渡しをし、又は消費等をする場合に、その売渡し又は消費等される製造たばこに対し、その卸売販売業者等の事務所又は事業所でその売渡し又は消費等に係る製造たばこを直接管理するものが所在する市町村において、その卸売販売業者等に課される。

## 税率
税率は、1,000本につき4,618円。ただし、旧3級品の紙巻たばこについては、1,000本につき2,190円。平成23年12月2日地方税法改正により平成25年4月1日から、1,000本につき5,262円。ただし、旧3級品の紙巻たばこについては、1,000本につき2,495円。

## 税収の推移
| 年度       | 千代田区      | 草加市        | 川口市        |
| ---------- | ------------- | ------------- | ------------- |
| 平成14年度 | 38億9,600万円 | 14億1,920万円 | 33億4,611万円 |
| 平成15年度 | 36億3,200万円 | 15億0,857万円 | 34億7,940万円 |
| 平成16年度 | 35億7,100万円 | 15億4,248万円 | 35億3,899万円 |
| 平成17年度 | 33億5,500万円 | 15億1,049万円 | 34億5,888万円 |
| 平成18年度 | 35億0,700万円 | 15億1,049万円 | 35億4,512万円 |
| 平成19年度 | 33億8,900万円 | 15億4,779万円 | 35億2,227万円 |
| 平成20年度 | 33億1,000万円 | 14億9,578万円 | 32億7,265万円 |
| 平成21年度 | 29億8,900万円 | 14億3,462万円 |               |

出典：各市区町村の情報公開制度を使って入手した情報による。